# Дуден
Ду́ден (нем. Duden) — орфографический словарь немецкого языка. 

## История
Впервые опубликованный 7 июля 1880 года Конрадом Дуденом, он стал основой единообразного немецкого правописания. С XX века под маркой «Дуден» выходят также специализированные словари грамматики и правописания. В настоящее время Дуден издаётся в печатном и электронном виде Библиографическим институтом в Берлине.
С 1956 по 1996 год словарь правописания (нем. Rechtschreibduden) определял официальную орфографию немецкого языка в Германии, однако с проведением реформы орфографии в 1996 году монопольная власть словаря была утрачена. Его конститутивное значение ныне ограничивается лишь некоторыми сферами применения языка, в целом же (по решению Федерального конституционного суда) свобода выбора источника орфографических правил в литературе, публицистике и отчасти в науке остаётся за автором. Грамматика «по Дудену» не везде признаётся нормативной, особенно с учётом различных диалектов немецкого языка, где существуют собственные нормы (Австрийский словарь, Швейцарский идиотикон).